# Piełokańce
Piełokańce (lit. Pilakainys) − wieś na Litwie, w gminie rejonowej Soleczniki, 7 km na północny wschód od Jaszunów, zamieszkana przez 67 ludzi. Przed II wojną światową w Polsce, w powiecie wileńsko-trockim województwa wileńskiego.

## Urodzeni w Piełokańcach
- Jan Hołubowski – polski poeta ludowy i budowniczy cymbałów, laureat Nagrody im. Oskara Kolberga (1989)[3].